# Prix Versailles 2018
Il Prix Versailles 2018, 4ª edizione del Prix Versailles, ha premiato dodici vincitori a livello mondiale, tra 70 vincitori a livello continentale in quattro categorie: esercizi commerciali, centri commerciali, hotel e ristoranti.

## Calendario
I premi continentali sono stati annunciati nel corso di tre cerimonie a livello continentale.
Il 14 aprile 2018 si è tenuta a Santiago del Cile (Castillo Hidalgo) la cerimonia per la regione America centro-meridionale e Caraibi e la regione America settentrionale.
Il 20 aprile 2018 si è tenuta a Pechino (contea di Miyun) la cerimonia per la regione Asia centrale e nord-orientale e la regione Asia meridionale e Pacifico.
Il 26 aprile 2018 si è tenuta ad Algeri (Centre international de conférences) la cerimonia per la regione Africa e Asia occidentale e per la regione Europa.
In seguito sono stati assegnati i premi mondiali nel corso della cerimonia mondiale tenutasi il 15 maggio 2018 presso l'UNESCO.

## Giuria mondiale
| Nome                                           | Funzione                                               | Nazionalità |
| ---------------------------------------------- | ------------------------------------------------------ | ----------- |
| Manuelle Gautrand                              | Architetta                                             | Francia     |
| Guo Pei                                        | Stilista                                               | Cina        |
| Ma Yansong                                     | Architetto                                             | Cina        |
| François de Mazières (presidente della giuria) | Sindaco di Versailles                                  | Francia     |
| Guy Savoy                                      | Chef                                                   | Francia     |
| Thomas Vonier                                  | Presidente dell'Unione internazionale degli architetti | Stati Uniti |
| Wang Shu                                       | Architetto                                             | Cina        |
| Minja Yang                                     | Ex-vicedirettore del Centro del patrimonio mondiale    | Giappone    |

## Palmarès

### Vincitori a livello mondiale
Esercizi commerciali
| Premio o menzione | Progetto                       | Sede      | Paese     | Architetto o designer       | Paese       |
| ----------------- | ------------------------------ | --------- | --------- | --------------------------- | ----------- |
| Prix Versailles   | Apple Orchard Road             | Singapore | Singapore | Foster + Partners           | Regno Unito |
| Menzione Interni  | Dolce Gabbana's Venice Palazzo | Venezia   | Italia    | Carbondale                  | Francia     |
| Menzione Esterni  | Porcelanosa Chile              | Santiago  | Cile      | Gonzalo Mardones Arquitecto | Cile        |

Centri commerciali
| Premio o menzione | Progetto              | Sede        | Paese       | Architetto o designer              | Paese       |
| ----------------- | --------------------- | ----------- | ----------- | ---------------------------------- | ----------- |
| Prix Versailles   | Westquay South        | Southampton | Regno Unito | acme                               | Regno Unito |
| Menzione Interni  | Lane 189              | Shanghai    | Cina        | UNStudio                           | Paesi Bassi |
| Menzione Esterni  | McArthurGlen Provence | Miramas     | Francia     | Marseille Architecture Partenaires | Francia     |

Hotel
| Premio o menzione | Progetto              | Sede                        | Paese      | Architetto o designer                 | Paese       |
| ----------------- | --------------------- | --------------------------- | ---------- | ------------------------------------- | ----------- |
| Prix Versailles   | Amanyangyun           | Shanghai                    | Cina       | Kerry Hill Architects                 | Singapore   |
| Menzione Interni  | Bisate Lodge          | Parco nazionale dei Vulcani | Ruanda     | Plewman Architects / Artichoke Design | Sudafrica   |
| Menzione Esterni  | Six Senses Zil Pasyon | Félicité                    | Seychelles | Studio RHE                            | Regno Unito |

Ristoranti
| Premio o menzione | Progetto                | Sede       | Paese       | Architetto o designer                | Paese       |
| ----------------- | ----------------------- | ---------- | ----------- | ------------------------------------ | ----------- |
| Prix Versailles   | Ixi'im                  | Chocholá   | Messico     | Central de Proyectos / Paulina Morán | Messico     |
| Menzione Interni  | Nobu Downtown           | New York   | Stati Uniti | Rockwell Group                       | Stati Uniti |
| Menzione Esterni  | Wild Coast Tented Lodge | Palatupana | Sri Lanka   | Nomadic Resorts                      | Mauritius   |

### Vincitori a livello continentale

#### Africa e Asia occidentale
Esercizi commerciali
| Premio o menzione | Progetto                         | Sede    | Paese               | Architetto o designer  | Paese       |
| ----------------- | -------------------------------- | ------- | ------------------- | ---------------------- | ----------- |
| Prix Versailles   | Rayzan House of Culture Shop     | Teheran | Iran                | Sarvestan Architecture | Iran        |
| Menzione Interni  | Exclusive Books Ballito Junction | Ballito | Sudafrica           | Dakota Design          | Sudafrica   |
| Menzione Esterni  | Apple Dubai Mall                 | Dubai   | Emirati Arabi Uniti | Foster + Partners      | Regno Unito |

Centri commerciali
| Premio o menzione | Progetto        | Sede     | Paese  | Architetto o designer            | Paese     |
| ----------------- | --------------- | -------- | ------ | -------------------------------- | --------- |
| Prix Versailles   | Mall of Egypt   | Il Cairo | Egitto | Tarek Beshir Architects          | Egitto    |
| Menzione Interni  | Two Rivers Mall | Nairobi  | Kenya  | Boogertman + Partners            | Sudafrica |
| Menzione Esterni  | Bamland         | Teheran  | Iran   | Contextlogic Architecture Studio | Iran      |

Hotel
| Premio o menzione | Progetto                 | Sede                        | Paese               | Architetto o designer                 | Paese       |
| ----------------- | ------------------------ | --------------------------- | ------------------- | ------------------------------------- | ----------- |
| Prix Versailles   | The Bvlgari Resort Dubai | Dubai                       | Emirati Arabi Uniti | Antonio Citterio Patricia Viel        | Italia      |
| Menzione Interni  | Bisate Lodge             | Parco nazionale dei Vulcani | Ruanda              | Plewman Architects / Artichoke Design | Sudafrica   |
| Menzione Esterni  | Six Senses Zil Pasyon    | Félicité                    | Seychelles          | Studio RHE                            | Regno Unito |

Ristoranti
| Premio o menzione | Progetto            | Sede           | Paese               | Architetto o designer | Paese |
| ----------------- | ------------------- | -------------- | ------------------- | --------------------- | ----- |
| Prix Versailles   | The Silo Hotel      | Città del Capo | Sudafrica           |                       |       |
| Menzione Interni  | Masti               | Dubai          | Emirati Arabi Uniti | Studio Lotus          | India |
| Menzione Esterni  | Concrete Restaurant | Lavasan        | Iran                | Boozghan Studio       | Iran  |

#### America centro-meridionale e Caraibi
Esercizi commerciali
| Premio o menzione | Progetto                   | Sede      | Paese   | Architetto o designer                     | Paese    |
| ----------------- | -------------------------- | --------- | ------- | ----------------------------------------- | -------- |
| Prix Versailles   | Japan House                | San Paolo | Brasile | Kengo Kuma & Associates / FGMF Arquitetos | Giappone |
| Menzione Interni  | Louis Vuitton pop-up store | Recife    | Brasile |                                           |          |
| Menzione Esterni  | Porcelanosa Chile          | Santiago  | Cile    | Gonzalo Mardones Arquitecto               | Cile     |

Centri commerciali
| Premio o menzione | Progetto        | Sede      | Paese   | Architetto o designer | Paese  |
| ----------------- | --------------- | --------- | ------- | --------------------- | ------ |
| Prix Versailles   | Jardim Pamplona | San Paolo | Brasile | L35 Arquitectos       | Spagna |
| Menzione Interni  | no consegnato   |           |         |                       |        |
| Menzione Esterni  | no consegnato   |           |         |                       |        |

Hotel
| Premio o menzione | Progetto           | Sede    | Paese | Architetto o designer | Paese |
| ----------------- | ------------------ | ------- | ----- | --------------------- | ----- |
| Prix Versailles   | Gran Hotel Manzana | L'Avana | Cuba  |                       |       |
| Menzione Interni  | Casa Republica     | Lima    | Perù  | Gianfranco Loli       | Perù  |
| Menzione Esterni  | Tierra Chiloé      | Chiloé  | Cile  | Mobil Arquitectos     | Cile  |

Ristoranti
| Premio o menzione | Progetto          | Sede           | Paese     | Architetto o designer                | Paese     |
| ----------------- | ----------------- | -------------- | --------- | ------------------------------------ | --------- |
| Prix Versailles   | Ateliê Wäls       | Belo Horizonte | Brasile   | Gustavo Penna Arquiteto e Associados | Brasile   |
| Menzione Interni  | Standard 69       | Córdoba        | Argentina | CAPÓ estudio                         | Argentina |
| Menzione Esterni  | Norton Restaurant | Brasilia       | Brasile   | Bloco Arquitetos                     | Brasile   |

#### America settentrionale
Esercizi commerciali
| Premio o menzione | Progetto                      | Sede              | Paese       | Architetto o designer | Paese       |
| ----------------- | ----------------------------- | ----------------- | ----------- | --------------------- | ----------- |
| Prix Versailles   | Van Cleef & Arpels            | Miami             | Stati Uniti | Jouin Manku           | Francia     |
| Menzione Interni  | Louis Vuitton Messico Masaryk | Città del Messico | Messico     | Materia               | Messico     |
| Menzione Esterni  | Apple Michigan Avenue         | Chicago           | Stati Uniti | Foster + Partners     | Regno Unito |

Centri commerciali
| Premio o menzione | Progetto      | Sede              | Paese       | Architetto o designer        | Paese       |
| ----------------- | ------------- | ----------------- | ----------- | ---------------------------- | ----------- |
| Prix Versailles   | Il Mercato    | Saltillo          | Messico     | Landa + Martínez Arquitectos | Messico     |
| Menzione Interni  | Aventura Mall | Miami             | Stati Uniti | Carlos Zapata Studio         | Stati Uniti |
| Menzione Esterni  | Via Vallejo   | Città del Messico | Messico     | Grow Arquitectos             | Messico     |

Hotel
| Premio o menzione | Progetto                        | Sede               | Paese       | Architetto o designer | Paese       |
| ----------------- | ------------------------------- | ------------------ | ----------- | --------------------- | ----------- |
| Prix Versailles   | 1 Hotel Brooklyn Bridge         | New York           | Stati Uniti | Marvel Architects     | Stati Uniti |
| Menzione Interni  | 'Alohilani Resort Waikiki Beach | Honolulu           | Stati Uniti | Rockwell Group        | Stati Uniti |
| Menzione Esterni  | Rosewood Puebla                 | Puebla de Zaragoza | Messico     | Eric Meza Leines      | Messico     |

Ristoranti
| Premio o menzione | Progetto      | Sede              | Paese       | Architetto o designer                | Paese       |
| ----------------- | ------------- | ----------------- | ----------- | ------------------------------------ | ----------- |
| Prix Versailles   | Ixi'im        | Chocholá          | Messico     | Central de Proyectos / Paulina Morán | Messico     |
| Menzione Interni  | Nobu Downtown | New York          | Stati Uniti | Rockwell Group                       | Stati Uniti |
| Menzione Esterni  | Piedra Sal    | Città del Messico | Messico     | VGZ Arquitectura                     | Messico     |

#### Asia centrale e nord-orientale
Esercizi commerciali
| Premio o menzione | Progetto            | Sede      | Paese    | Architetto o designer  | Paese       |
| ----------------- | ------------------- | --------- | -------- | ---------------------- | ----------- |
| Prix Versailles   | Fendi Ginza         | Tokyo     | Giappone | Curiosity              | Giappone    |
| Menzione Interni  | House of Dior Ginza | Tokyo     | Giappone | Peter Marino Architect | Stati Uniti |
| Menzione Esterni  | Hermès              | Hong Kong | Cina     | RDAI                   | Francia     |

Centri commerciali
| Premio o menzione | Progetto                              | Sede     | Paese         | Architetto o designer                  | Paese       |
| ----------------- | ------------------------------------- | -------- | ------------- | -------------------------------------- | ----------- |
| Prix Versailles   | Ginza Six                             | Tokyo    | Giappone      | Taniguchi & Associates / Kajima Design | Giappone    |
| Menzione Interni  | Lane 189                              | Shanghai | Cina          | UNStudio                               | Paesi Bassi |
| Menzione Esterni  | Aeroporto di Seul-Incheon, Terminal 2 | Incheon  | Corea del Sud | Gensler / Heerim / Mooyoung            | Stati Uniti |

Hotel
| Premio o menzione | Progetto                              | Sede     | Paese | Architetto o designer | Paese       |
| ----------------- | ------------------------------------- | -------- | ----- | --------------------- | ----------- |
| Prix Versailles   | Amanyangyun                           | Shanghai | Cina  | Kerry Hill Architects | Singapore   |
| Menzione Interni  | W Suzhou                              | Suzhou   | Cina  | Rockwell Group        | Stati Uniti |
| Menzione Esterni  | The Walled - Tsingpu Yangzhou Retreat | Yangzhou | Cina  | Neri&Hu               | Cina        |

Ristoranti
| Premio o menzione | Progetto                            | Sede     | Paese    | Architetto o designer           | Paese |
| ----------------- | ----------------------------------- | -------- | -------- | ------------------------------- | ----- |
| Prix Versailles   | Four Seasons - Brasserie Restaurant | Kyoto    | Giappone | Kokaistudios                    | Cina  |
| Menzione Interni  | Neobio Kids                         | Shanghai | Cina     | X+Living                        | Cina  |
| Menzione Esterni  | New Shandao                         | Fuzhou   | Cina     | Yiduan Shanghai Interior Design | Cina  |

#### Asia meridionale e Pacifico
Esercizi commerciali
| Premio o menzione | Progetto                   | Sede      | Paese     | Architetto o designer               | Paese       |
| ----------------- | -------------------------- | --------- | --------- | ----------------------------------- | ----------- |
| Prix Versailles   | Apple Orchard Road         | Singapore | Singapore | Foster + Partners                   | Regno Unito |
| Menzione Interni  | Herman Miller Pavilion v.2 | Singapore | Singapore | Produce                             | Singapore   |
| Menzione Esterni  | Warda                      | Peshawar  | Pakistan  | Metropolitan Studio of Architecture | Pakistan    |

Centri commerciali
| Premio o menzione | Progetto                                  | Sede      | Paese      | Architetto o designer  | Paese       |
| ----------------- | ----------------------------------------- | --------- | ---------- | ---------------------- | ----------- |
| Prix Versailles   | EmQuartier                                | Bangkok   | Thailandia | Boiffils Architecture  | Francia     |
| Menzione Interni  | Aeroporto di Singapore-Changi, Terminal 4 | Singapore | Singapore  | SAA Architects / Benoy | Regno Unito |
| Menzione Esterni  | King Power Complex                        | Bangkok   | Thailandia | Architects 49          | Thailandia  |

Hotel
| Premio o menzione | Progetto                   | Sede     | Paese      | Architetto o designer              | Paese       |
| ----------------- | -------------------------- | -------- | ---------- | ---------------------------------- | ----------- |
| Prix Versailles   | Park Hyatt Bangkok         | Bangkok  | Thailandia | AL_A / Pi Design / Yabu Pushelberg | Stati Uniti |
| Menzione Interni  | Pullman Bangkok King Power | Bangkok  | Thailandia | Interior Architect 49              | Thailandia  |
| Menzione Esterni  | The Ritz-Carlton Langkawi  | Langkawi | Malaysia   | TropicalArea                       | Malaysia    |

Ristoranti
| Premio o menzione | Progetto                       | Sede           | Paese     | Architetto o designer  | Paese     |
| ----------------- | ------------------------------ | -------------- | --------- | ---------------------- | --------- |
| Prix Versailles   | Jackalope Mornington Peninsula | Merricks North | Australia | Carr / Studio Ongarato | Australia |
| Menzione Interni  | ATLAS                          | Singapore      | Singapore | Hassel                 | Australia |
| Menzione Esterni  | Wild Coast Tented Lodge        | Palatupana     | Sri Lanka | Nomadic Resorts        | Mauritius |

#### Europa
Esercizi commerciali
| Premio o menzione | Progetto                       | Sede    | Paese   | Architetto o designer  | Paese       |
| ----------------- | ------------------------------ | ------- | ------- | ---------------------- | ----------- |
| Prix Versailles   | Maison Louis Vuitton Vendôme   | Parigi  | Francia | Peter Marino Architect | Stati Uniti |
| Menzione Interni  | Dolce Gabbana's Venice Palazzo | Venezia | Italia  | Carbondale             | Francia     |
| Menzione Esterni  | Nike Flagship store            | Mosca   | Russia  |                        |             |

Centri commerciali
| Premio o menzione | Progetto              | Sede        | Paese       | Architetto o designer              | Paese       |
| ----------------- | --------------------- | ----------- | ----------- | ---------------------------------- | ----------- |
| Prix Versailles   | Westquay South        | Southampton | Regno Unito | acme                               | Regno Unito |
| Menzione Interni  | Adigeo                | Verona      | Italia      | L35 Arquitectos                    | Spagna      |
| Menzione Esterni  | McArthurGlen Provence | Miramas     | Francia     | Marseille Architecture Partenaires | Francia     |

Hotel
| Premio o menzione | Progetto          | Sede       | Paese   | Architetto o designer    | Paese  |
| ----------------- | ----------------- | ---------- | ------- | ------------------------ | ------ |
| Prix Versailles   | Hôtel de Crillon  | Parigi     | Francia |                          |        |
| Menzione Interni  | Almanac Barcelona | Barcellona | Spagna  | Jaime Beriestain         | Spagna |
| Menzione Esterni  | Casa Cook Kos     | Marmari    | Grecia  | Mastrominas ARChitecture | Grecia |

Ristoranti
| Premio o menzione | Progetto                                  | Sede        | Paese       | Architetto o designer         | Paese       |
| ----------------- | ----------------------------------------- | ----------- | ----------- | ----------------------------- | ----------- |
| Prix Versailles   | La Dame de Pic London                     | Londra      | Regno Unito | 4BI & Associés                | Francia     |
| Menzione Interni  | Enigma                                    | Barcellona  | Spagna      | RCR Arquitectes / Pau Llimona | Spagna      |
| Menzione Esterni  | Visitors Pavilion - Castello Duivenvoorde | Voorschoten | Paesi Bassi | 70F architecture              | Paesi Bassi |